# Veni Sancte Spiritus (musikalbum)
Veni Sancte Spiritus är ett album från 1993 av Kommuniteten i Taizé. Albumet spelades in hos kommuniteten i Taizé under 1993.

## Låtlista
1. Veni Lumen (choral)
2. Toi, tu nous aimes
3. Alleluia (Zagorsk)
4. Tui amoris ignem
5. Da pacem in diebus
6. Misericordias Domini
7. Alleluia
8. Crucem tuam
9. Veni Sancte Spiritus
10. O Christ, le Fils du Dieu vivant
11. Herr, wohin
12. C’est toi ma lampe, Seigneur
13. Sanctum nomen Domini
14. Gospodi pomiluj
15. Spiritus Jesu Christi
16. Jubilate coeli
17. In te confido